# Faculdade Perelman de Medicina da Universidade de Pensilvânia
A Faculdade Perelman de Medicina, comumente conhecida como Penn Med, é a faculdade de medicina da Universidade de Pensilvânia. É localizada no bairro de University City, em Filadélfia. Fundada em 1765, a Faculdade Perelman de Medicina é a faculdade de medicina mais antiga dos Estados Unidos e é uma das sete faculdades de medicina da Ivy League. A Penn Med é consistentemente uma das principais ganhadoras dos prêmios de pesquisa do NIH e atualmente ocupa o terceiro lugar em pesquisas entre as faculdades médicas americanas pelo U.S. News & World Report.

## História
A faculdade de medicina foi fundada pelo Dr. John Morgan, um graduado da Faculdade de Filadélfia (o precursor da Universidade da Pensilvânia) e da Escola de Medicina da Universidade de Edimburgo. Após o treinamento em Edimburgo e outras cidades europeias, o Dr. Morgan retornou à Filadélfia em 1765. Com o colega William Shippen Jr., formado na Faculdade de Medicina da Universidade de Edimburgo, Morgan convenceu os curadores da faculdade a fundar a primeira escola de medicina nas Treze Colônias Originais. Apenas alguns meses antes da criação da faculdade de medicina, Morgan entregou uma petição aos curadores e aos cidadãos da Filadélfia, "Sobre a instituição das escolas de medicina na América", durante os quais expressou seu desejo de que a nova escola de medicina se tornasse uma instituição modelo:

Talvez essa instituição médica, a primeira desse tipo na América, embora pequena no começo, possa receber um aumento constante de força e, anualmente, exercer novo vigor. Pode reunir um número de jovens com habilidades mais comuns e, assim, melhorar seu conhecimento, a fim de espalhar sua reputação em diferentes partes. Ao enviá-los para o exterior devidamente qualificados, ou ao estimular uma emulação entre homens de partes e literatura, pode dar origem a outras instituições úteis de natureza semelhante, ou aumento ocasional, por exemplo, de numerosas sociedades de diferentes tipos, calculadas para difundir a luz do conhecimento em todo o continente americano, onde quer que seja habitado.
Naquele outono, os alunos se matricularam em "palestras anatômicas" e em um curso sobre "a teoria e a prática da física". Modelando a escola após a Escola de Medicina da Universidade de Edimburgo, as palestras médicas foram complementadas com aulas de cabeceira no Hospital da Pensilvânia.
O corpo docente da Faculdade de Medicina incluía médicos e cientistas de renome nacional, como Benjamin Rush, Philip Syng Physick e Robert Hare. Em meados do século XIX, membros proeminentes do corpo docente incluíam William Pepper, Joseph Leidy e Nathaniel Chapman (presidente fundador da Associação Médica Americana). William Osler e Howard Atwood Kelly, dois dos "quatro fundadores" do Hospital Johns Hopkins, foram selecionados da faculdade de medicina de Penn. Mais tarde, em 1910, o histórico Flexner Report sobre educação médica analisou Penn como uma das relativamente poucas escolas de medicina da época, com altos padrões em instruções, instalações e pesquisas médicas.

### Nome
Em 2011, a Faculdade de Medicina da Universidade de Pensilvânia foi renomeada em reconhecimento a um presente de US$ 225 milhões dado por Raymond e Ruth Perelman. Raymond G. Perelman e seu filho, Ronald Perelman, são ambos ex-alunos da Wharton School. Foi a maior doação feita na história da Universidade e continua sendo a maior doação já feita para nomear direitos a uma faculdade de medicina.